# Hexatoma (Eriocera) josephi
Hexatoma (Eriocera) josephi is een tweevleugelige uit de familie steltmuggen (Limoniidae). De soort komt voor in het Oriëntaals gebied.